# ريك فيربروغ
ريك فيربروغ مواليد 23 يوليو 1974، هو دراج بلجيكي سابق في صنف سباق الدراجات على الطريق. سبق أن شارك في دورة الألعاب الأولمبية الصيفية.

## سجل النتائج

### سباقات أو مراحل فاز بها
- طواف فرنسا
- طواف إيطاليا

## روابط خارجية
- ريك فيربروغ على موقع الاتحاد الدولي للدراجات (الإنجليزية)
- ريك فيربروغ على موقع أرشيف الدراجات (الإنجليزية)
- ريك فيربروغ على موقع إحصائيات الدراجات الإحترافية (الإنجليزية)
- ريك فيربروغ على موقع نسبة الدراجات (الإنجليزية)
- ريك فيربروغ على موقع CycleBase (الإنجليزية)
- ريك فيربروغ على موقع أوليمبيديا (الإنجليزية)